# Alexander Wjatscheslawowitsch Dowbnja
Alexander Wjatscheslawowitsch Dowbnja (russisch Александр Вячеславович Довбня; * 10. April 1987 in Moskau) ist ein russischer Fußballtorwart.

## Karriere
Dowbnja begann seine Karriere bei Spartak Moskau. Zur Saison 2005 wechselte er zum unterklassigen Snamja Truda Orechowo-Sujewo. Zur Saison 2006 schloss er sich Rositsch Moskau an. Zur Saison 2007 wechselte der Tormann nach Finnland zum Erstligisten Haka Valkeakoski. In der Spielzeit 2007 absolvierte er alle 26 Partien in der Veikkausliiga, mit Haka wurde er Vizemeister. Auch in der Saison 2008 kam er in allen 26 Spielen zum Einsatz. Nach der Saison 2008 verließ er die Finnen wieder.
Im August 2009 kehrte nach einem halben Jahr ohne Klub nach Russland zurück und schloss sich dem Zweitligisten FK Sibir Nowosibirsk an, für den er aber nie zum Einsatz kam. Mit Sibir stieg er in die Premjer-Liga auf. Zur Saison 2010 wechselte er anschließend zum Zweitligisten FK Nischni Nowgorod, für den er aber ebenfalls nie zum Einsatz kommen sollte. Zur Saison 2011/12 zog Dowbnja weiter zum Drittligisten FK Podolje. Für Podolje kam er bis zur Winterpause zu 24 Einsätzen in der Perwenstwo PFL.
Im Januar 2012 wechselte der Tormann zum Zweitligisten Torpedo Moskau. Bis Saisonende hütete er als zweiter Tormann hinter Saulius Klevinskas dreimal das Tor. In der Saison 2012/13 konnte er den Litauer verdrängen und machte 24 Zweitligaspiele. Zu Beginn der Saison 2013/14 hatte Dowbnja dann gegenüber dem Neuzugang Jewgeni Konjuchow das Nachsehen und wurde im August 2013 an den Ligakonkurrenten Lutsch-Energija Wladiwostok verliehen. Im Januar 2014 wurde er von Lutsch-Energija fest verpflichtet. In der Saison 2013/14 kam er zu 19 Zweitligaeinsätzen. In der Saison 2014/15 absolvierte er 15 Spiele. In der Spielzeit 2015/16 kam er bis zur Winterpause 17 Mal zum Einsatz.
Im März 2016 schloss Dowbnja sich dem Drittligisten Dnepr Smolensk an, für den er aber nie zum Einsatz kommen sollte. Zur Saison 2016/17 wechselte er zum Zweitligisten FK SKA-Chabarowsk. In Chabarowsk war er in seiner ersten Spielzeit zumeist Ersatz hinter dem parallel verpflichteten Alexander Kriworutschko und spielte 16 Mal in der FNL. Mit SKA-Chabarowsk stieg er in die Premjer-Liga auf. Im Juli 2017 gab er dann gegen Zenit St. Petersburg sein Debüt im Oberhaus. In der Saison 2017/18 war er in Chabarowsk gesetzt und kam zu 26 Erstligaeinsätzen. Mit dem Klub stieg er aber direkt wieder in die FNL ab.
Dowbnja blieb allerdings in der Premjer-Liga und wechselte zur Saison 2018/19 zum FK Orenburg. In Orenburg war er in seiner ersten Spielzeit Ersatz hinter Jewgeni Frolow. Insgesamt kam er achtmal zum Einsatz. Zur Saison 2019/20 verließ Frolow den Klub und Dowbnja wurde neuer Einsertormann. Nach vier Spieltagen wurde er allerdings durch den vormaligen dritten Tormann Alexander Rudenko abgelöst, Ende August verpflichtete Orenburg dann mit dem belarussischen Nationalspieler Andrej Klimowitsch gar noch einen weiteren Torhüter. Bis Saisonende kam er nur noch zu einem weiteren Einsatz, Orenburg stieg zu Saisonende aus dem Oberhaus ab.
Erneut blieb er allerdings in der Premjer-Liga und schloss sich zur Saison 2020/21 Rotor Wolgograd an. Bei Rotor startete er als Einsertormann, ehe er nach sechs Spieltagen an COVID erkrankte. Nach seiner Genesung hatte er dann das Nachsehen gegenüber Josip Čondrić und spielte nie mehr für Wolgograd. Im Januar 2021 kehrte er zum Zweitligisten Torpedo Moskau zurück. In Moskau war er zunächst gesetzt, ehe er nach fünf Spielen von Witali Botnar abgelöst wurde. Zu einem weiteren Einsatz kam er anschließend in der Saison 2020/21 nicht mehr. In der Saison 2021/22 absolvierte er als Ersatzmann hinter Botnar drei Partien in der FNL, mit Torpedo stieg er in die Premjer-Liga auf. Im Oberhaus kam er als Ersatzmann für Neuzugang Jegor Baburin zu sechs Einsätzen, mit Torpedo stieg er direkt wieder ab.
Daraufhin wechselte Dowbnja zur Saison 2023/24 innerhalb der zweiten Liga zu Schinnik Jaroslawl. Für Schinnik kam er zu 33 Zweitligaeinsätzen. Im Juli 2024 wechselte er zum Erstligisten Spartak Moskau.